# Équipe de Tanzanie féminine de hockey sur gazon
L'équipe de Tanzanie féminine de hockey sur gazon est la sélection nationale de la Tanzanie représentant le pays dans les compétitions internationales féminines de hockey sur gazon. 

## Palmarès

### Jeux olympiques
La Tanzanie n'a jamais participé à un tournoi féminin de hockey sur gazon des Jeux olympiques.

### Coupe du monde
La Tanzanie n'a jamais participé à la Coupe du monde.

### Coupe d'Afrique des nations
- 2013 : 4e